# Marmaduke Grove Vallejo
Marmaduke Grove Vallejo (ur. 6 lipca 1878, zm. 15 maja 1954) – chilijski pułkownik i polityk socjalistyczny, organizator lotnictwa chilijskiego.
Współorganizował przewroty wojskowe w latach 1925 i 1932. Od 1927 do 1931 przebywał poza krajem. W 1932 został ministrem wojny. Podejmował działania w celu wprowadzenia ustroju republiki socjalistycznej, jednak utracił władzę na skutek intrygi Carlosa Gregoria Davilli Espinosy. W 1932 i 1938 kandydował na urząd prezydenta, z kolei od 1942 do 1944 był sekretarzem generalnym Socjalistycznej Partii Chile (PSC), a później objął przywództwo Autentycznej Partii Socjalistycznej.